# Аббасов Мірза Магеррам-огли
Мірза Магеррам огли Аббасов (1 липня 1937, село Ашаги Айопли Таузького району, тепер Товузького району, Азербайджан — ?) — азербайджанський радянський діяч, бригадир апаратників-гідрометалургів Гянджинського глиноземного комбінату Азербайджанської РСР. Член ЦК КПРС у 1990—1991 роках.

## Життєпис
У 1957 році закінчив сільськогосподарське профтехучилище в Азербайджанській РСР.
У 1957 році працював трактористом колгоспу імені Енгельса Таузького району Азербайджанської РСР.
З 1957 по 1960 рік служив у Радянській армії.
З 1960 по 1961 рік працював трактористом колгоспу імені Енгельса Таузького району Азербайджанської РСР.
У 1961—1964 роках — стрічкоз'єднувач прядильного виробництва Кіровабадського текстильного комбінату Азербайджанської РСР.
З 1964 року — учень апаратника, старший апаратник, бригадир апаратників-гідрометалургів Кіровабадського (Гянджинського) глиноземного комбінату виробничого об'єднання «Азкольормет» Азербайджанської РСР.
Член КПРС з 1972 року.
У 1973 році закінчив Кіровабадський політехнічний технікум.
Подальша доля невідома.